# Chrysoperla
Chrysoperla – rodzaj sieciarek z rodziny złotookowatych (Chrysopidae). Obejmuje gatunki występujące niemal na całym świecie, choć większość ma holarktyczny zasięg występowania. Są trudne do zidentyfikowania ze względu na brak wyraźnych cech diagnostycznych oraz niejednoznaczną terminologię stosowaną przez autorów kluczy do identyfikacji gatunków. 

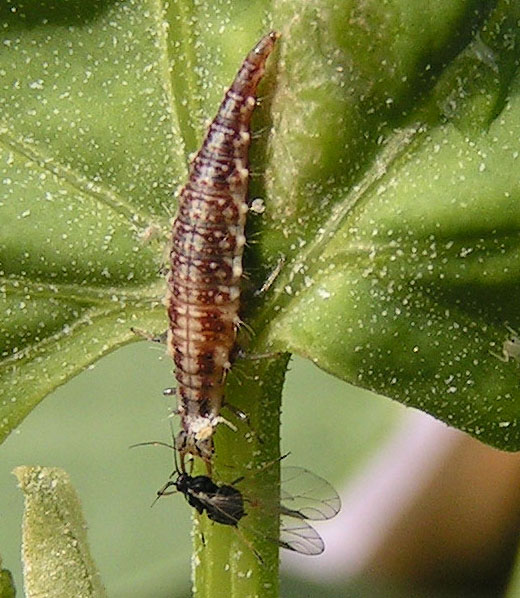
Larwa Chrysoperla carnea zjadająca mszycę

Większość gatunków zaliczanych obecnie do tego rodzaju klasyfikowano początkowo w rodzaju Chrysopa. Są wśród nich gatunki bliźniacze, których identyfikacja jest możliwa dopiero na podstawie odgłosów godowych lub morfologii narządów rozrodczych.
W strefie klimatu umiarkowanego Chrysoperla spp. są złotookami spotykanymi najczęściej (i licznie) na terenach pochodzenia antropogenicznego oraz otaczających je drzewach i krzewach. Larwy są drapieżnikami żerującymi na małych stawonogach o miękkim ciele, zwłaszcza na mszycach. Imagines żywią się pokarmem roślinnym o dużej zawartości cukrów. Wiosną i latem jedzą pyłek, nektar i spadź. Jesienią w ich diecie dominuje spadź. Pokarmu poszukują w pobliżu miejsc odpoczynku.
Osobniki dorosłe przelatują wiosną z miejsc zimowania na pola. Po okresie żerowania migrują na nowe tereny bogate w kolonie mszyc. Tam przystępują do rozrodu.
Chrysoperla są jedynymi złotookami, które w chłodniejszych strefach klimatycznych zimują w stadium imago.
Rodzaj Chrysoperla obejmuje ponad 35 gatunków. W Europie stwierdzono 8 gatunków, z których dwa występują w Polsce:
- Chrysoperla carnea (s. l.)
- Chrysoperla lucasina